# ولاية بطمان
وِلَايَةُ بَطْمَان (بالتركية: باطمان ولایت/Batman ili؛ وبالكردية: Parêzgeha Êlih) ولاية تركية. عاصمتها مدينة بطمان تبلغ مساحتها 4.671 كم2 ويبلغ عدد سكانها 456.734 نسمة كما يبلغ معدل الكثافة السكانية 97/كم2 تقع في جنوب شرق تركيا. غالبية سكان المحافظة هم من الأكراد.

## أعلامها
محمد شمشك